# Natasha Klauss
Natasha Klauss (Cáli, 25 de Junho de 1975) é uma atriz colombiana.

## Biografia
Natasha Klauss, nascida Natasha Alexandra Rastapkavicius Arrondo, tem ascendência lituana e russa por parte do seu pai, e sua mãe é de origem colombiana. Ela tem uma irmã chamada Tatiana. Originalmente, ela é professora de ballet. Um ano antes da graduação de dança, ela machucou o joelho em um acidente de carro, terminando sua carreira de dançarina.
Após esse fato ela inciou sua carreira de atriz, entre os anos de 1996 e 2000 participou com personagens pequenos em várias telenovelas como Señora Bonita, Cazados, Corazón prohibido e La Caponera. Em 2002 interpretou seu primeiro papel principal, sua personagem era lésbica na telenovela La venganza, que foi protanizada por Gabriela Spanic.
Depois de finalmente chegar a fama, Natasha interpretou o papel de Sarita na telenovela  de 2003 Pasión de Gavilanes, que foi protagonizada por Danna García, e Mario Cimarro. Esta telenovela foi um grande sucesso por todo o mundo, e  Natasha e seu companheiro de cenas Michel Brown se tornaram também um dos casais televisivos mais populares.
Em 2005 participou de La mujer en el espejo como a alegre e extrovertida Luzmila, e compartilhou créditos com Paola Rey, Juan Alfonso Baptista e Kristina Lilley, seus companheiro de Pasión de Gavilanes. Seu último trabalho importante foi a telenovela La Tormenta, onde interpretou a vilã, Isabella Montilla, contracenando com Natalia Streignard e Christian Meier. Por sua atuação nessa telenovela Natasha ganhou o prêmio TvyNovelas como a melhor antogonista.
Em 2007 Natasha interpretou Suplicios, uma religiosa da congregação "As Irmãs dos Pobres", na super produção da Telemundo Zorro: A Espada e a Rosa. Nessa telenovela compartilhou cenas com os atores Erick Elias e José Omar Murillo.
Atualmente trabalha na telenovela da RCN Novia para dos, onde interpreta Tania Toquica Murillo, uma jovem má que passou os últimos cinco anos em Nova York, e que volta a seu país para ficar com a fortuna do seu cunhado, custe o que custar.

### Vida pessoal
Natasha está casada desde 2003 com Marcelo Greco e fruto deste casamento, teve sua segunda filha chamada Paloma, nascida em abril de 2009. De seu casamento anterior com Víctor Gómez tem uma filha chamada Isabella.
Ela é apelidada de Klaus.

## Trajetória

### Telenovelas
- 2024 - Rojo carmesí .... Paulina Valencia
- 2011 - Corazón de fuego ....Alejandra Vivanco/Lucía Vasquez
- 2011 - Los herederos del Monte... Berta Soto
- 2010 - A corazón abierto .... Viviana
- 2008 - Novia para Dos .... Tania Toquica Murillo
- 2007 - Zorro: A Espada e a Rosa .... Suplicios Ana Camila
- 2005 - La Tormenta .... Isabella Montilla
- 2004 - La mujer en el espejo .... Luzmila Arrebato
- 2003 - Pasión de Gavilanes .... Sarita Elizondo
- 2002 - La Venganza .... Sandra Guzmán
- 2002 - Maria Madrugada .... Aída
- 2000 - Entre Amores .... Graciela
- 2000 - La Caponera .... Amparito
- 1998 - Corazón Prohibido
- 1997 - Prisioneros del Amor
- 1996 - Cazados ....  Laura
- 1995 - Señora Bonita

### Séries
- 2010 - Amor en custodia
- 2008 - Mujeres asesinas Colômbia .... Olga "La Portera"
- 2006 - Decisiones - Pasion a escondidas .... Liliana
- 2006 - Decisiones - Un vida prestada .... Mariana Santamaria
- 2006 - Decisiones - Un extraño en mi cama .... Laura